# Hoya-Gonzalo
Hoya-Gonzalo là một đô thị ở tỉnh Albacete nằm ở cộng đồng tự trị Castile-La Mancha của Tây Ban Nha. Đô thị Vilagrassa có diện tích là 114,57 ki-lô-mét vuông, dân số năm 2009 là 710 người với mật độ 6,2 người/km². Đô thị Vilagrassa có cự ly 32 km so với tỉnh lỵ Albacete.